# Josep Setvalls
Josep Setvalls Morera, né le 20 août 1974 à Navarclés (province de Barcelone, Espagne), est un footballeur espagnol qui jouait au poste de milieu de terrain défensif.

## Biographie
Josep Setvalls se forme à La Masia, le centre de formation du FC Barcelone. Il fait partie de la Quinta del mini. Il ne joue qu'un seul match officiel avec l'équipe première du Barça, mais il est titulaire pendant deux saisons en équipe réserve (FC Barcelone B).
En été 1997, il rejoint l'UE Lleida en deuxième division où il est titulaire pendant trois saisons. 
En 2000, ses bonnes performances lui permettent d'être recruté par le Rayo Vallecano qui joue en première division. Il joue 21 matchs avec le Rayo.
En 2001, il rejoint Levante UD, puis en 2002 le Real Murcie avec qui il monte en première division.
En 2004, il est recruté par le FC Cartagena où il met un terme à sa carrière en 2005 en raison d'une grave blessure.